# The Saddest Music in the World
The Saddest Music in the World ist ein kanadischer Film von Guy Maddin aus dem Jahr 2003. Die Premiere fand auf den Filmfestspielen von Venedig im Sommer 2003 statt, die Kino-Auswertung begann 2004. The Saddest Music ist, typisch für Maddin, in Schwarzweiß gedreht und erinnert an Werke des filmischen Expressionismus aus der Zeit der Weimarer Republik. Das Drehbuch basiert auf einer Vorlage von Bestsellerautor Kazuo Ishiguro. Der Film markiert den Beginn der Zusammenarbeit von Isabella Rossellini mit Maddin.

## Handlung
Winnipeg während der Großen Depression, im Jahr 1933. Die Stadt wurde soeben zum fünften Mal in Folge zur „Hauptstadt des Kummers“ gekürt. Anlässlich dieser Auszeichnung hat die beinamputierte und hartherzige Brauereibesitzerin Lady Helen Port-Huntley einen Wettbewerb ausgeschrieben, bei dem das traurigste Lied der Welt prämiert werden soll. Port-Huntley will damit den Bierkonsum ankurbeln, da traurige Menschen mehr Alkohol trinken.
Bald treffen in der kanadischen Stadt internationale Gäste ein, wie z. B. schottische Dudelsackspieler, Mariachi-Bands aus Mexiko und sudanesische Trommelensembles. Der zynische Broadway-Impresario Chester Kent, begleitet von seiner an Gedächtnisverlust leidenden nymphomanischen Freundin Narcissa, tritt bei dem Wettbewerb für die USA an. Sein alkoholkranker Vater Fyodor, ein Erster-Weltkrieg-Veteran und ehemaliger Arzt, der sich mittlerweile in Winnipeg als Trambahnfahrer durchschlägt, vertritt Kanada. Sowohl Chester als auch Fyodor waren einst in den Unfall verwickelt, bei dem Lady Port-Huntley ihre Beine verlor. Von Reue geplagt – er hat ihr nach dem Unfall aus Versehen beide Beine abgesägt – fertigt Fyodor der Lady mit Bier gefüllte Prothesen aus Glas an, die ihr von seinem zweiten Sohn Roderick überreicht werden. Roderick ist in Wirklichkeit der Ehemann von Narcissa, was diese aber vergessen hat – ebenso wie den Tod des gemeinsamen Sohnes. Roderick dagegen trägt das Herz des toten Kindes in einem mit seinen Tränen gefüllten Behältnis immer bei sich. Er lebt mittlerweile in Serbien, das er bei dem Wettbewerb als Cellist „Gavrillo the Great“ vertritt.
Im Finale des Wettbewerbs treffen Chester für die USA und Roderick für Serbien aufeinander. Chester spannt einige der Verlierer der vorangegangenen Runden sowie Lady Port-Huntley für seine Darbietung ein. Als Roderick bzw. „Gavrillo the Great“ an der Reihe ist, lässt sein herzergreifendes Cellospiel ihre Glas-Prothesen zersplittern. Chester will sie trösten, sie sticht jedoch mit einem der Glassplitter auf ihn ein. Daraufhin zündet sich Chester eine Zigarre an, setzt sich ans Piano und spielt  „This Song is You“ von Jerome Kern und Oscar Hammerstein II. Er lässt die Zigarre fallen und löst damit einen Brand aus. Das Schlussbild des Films zeigt das Lachen der alten Wahrsagerin, die den skeptischen Chester zu Beginn des Films vor einer Todesgefahr gewarnt hatte.

## Produktion
Der Film basiert auf einer unveröffentlichten Kurzgeschichte von Kazuo Ishiguro, die im London der 1980er Jahre spielt. Maddin und sein bewährter Mitstreiter George Toles übertrugen die von ihnen stark veränderte Handlung in das Winnipeg der Großen Depression.
The Saddest Music war mit 3,8 Millionen Dollar Maddins bis dahin teuerster Film, die Drehzeit betrug 22 Tage. Maddin und sein Team griffen auf ein  Arsenal von alten Kameratricks zurück, wie z. B. Rückprojektion, erzwungene Perspektive und Mehrfachbelichtungen. Das Filmteam mischte und kombinierte unterschiedliche Formate wie Super 8, Super 16, Schwarzweiß sowie blassblaues und lachsfarbenes Zweistreifen-Technicolor, das „Melancolor“ getauft wurde. Das Drehverhältnis lag bei 30:1. Oft wurden mehrere Kameras gleichzeitig eingesetzt, die nicht nur von den Kameraleuten, sondern auch von anderen Mitgliedern des Filmteams bedient wurden.

## Rezeption
Bei Rotten Tomatoes erhielt The Saddest Music 7,1 von 10 möglichen Punkten, in 79 Prozent der 103 erfassten Kritiken wurde der Film positiv bewertet.
Der Filmdienst beschrieb The Saddest Music als „eine brillante Mischung aus den düsteren, schwarz-romantischen Szenarien eines Tod Browning (‚Freaks‘, 1932, besonders ,The Unknown‘, 1927) und den Musicals eines Busby Berkeley.“
Variety bezeichnete den Film als spielerisch, visuell einfallsreich und anfangs amüsant. Auf Dauer werde die „kakophonische Exzentrik“ jedoch anstrengend. Obwohl der Film nach dem Screening auf dem Toronto Film Festival bejubelt worden sei, bezweifelte das Entertainmentmagazin, dass damit Publikum außerhalb der üblichen Guy-Maddin-Fan-Nische begeistert werden könne.
Das Filmmaker Magazine siedelt den „atemberaubenden Film“ irgendwo zwischen Parade im Lampenlicht aus dem Jahr 1933, Maddins eigenem Film Archangel (1990) und Der letzte Schleier (1945) an.

## Auszeichnungen
- 2004: Genie Award für Schnitt an David Wharnsby, für Kostüme an Meg McMillan und für Musik an Christopher Dedrick
- 2004: Directors Guild of Canada: Preis für herausragendes Produktionsdesign an Matthew Davis
- 2004: US Comedy Arts Festival: Auszeichnung für die beste Regie an Guy Maddin